# 野水
野水（のみず）は、東京都調布市の町名。現行行政地名は野水一丁目及び野水二丁目。

## 地理
野川公園が野水一丁目及び野水二丁目のほぼ全域に拡がる。特に野水二丁目は野川公園北側と調布市クリーンセンターで占められており、クリーンセンター以外の建造物はない。武蔵野の森公園の北側に接して野水一丁目の飛び地が2か所ある。わずかだが、南に住宅地域もある。
北から時計回りに小金井市東町、三鷹市大沢、西町、府中市朝日町、府中市多磨町と接している。

## 施設
- 調布市クリーンセンター
- アメリカンスクール・イン・ジャパン
- 野川公園

## 交通

### 鉄道
| 隣接する街区の駅             |
| ---------------------------- |
| 西武多摩川線 - 多磨駅(SW 03) |

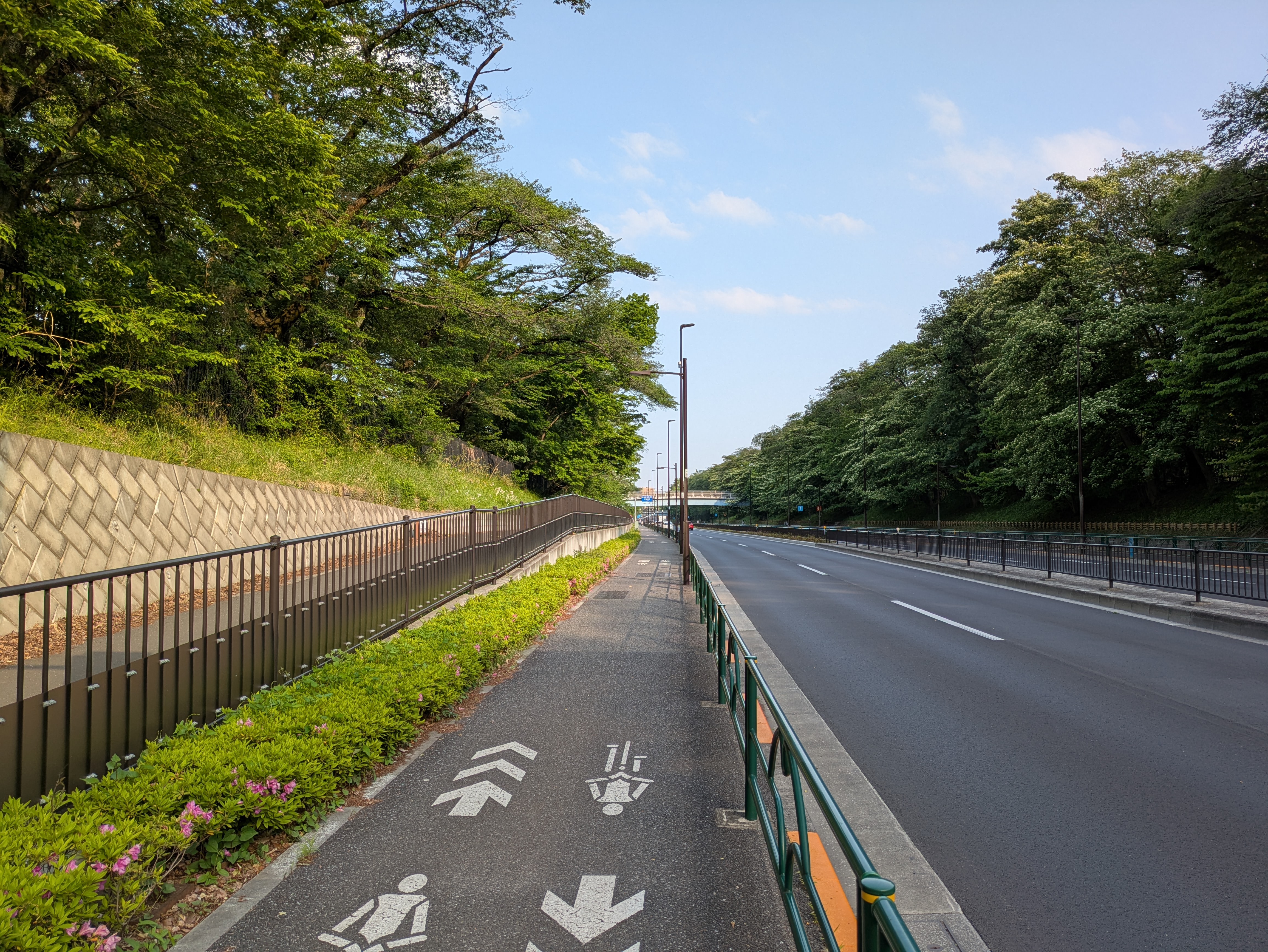
調布市野水　東八道路

域内を西武多摩川線が通るが駅はない。当路線の多磨駅がこの地域の最寄り駅である。

### 道路
- 東八道路（東京都道14号新宿国立線）
- 人見街道（東京都道110号府中三鷹線）

## 出身人物
- 近藤勇[4] - 多摩郡上石原村（現在の調布市野水）の農家・宮川久次郎家の三男として生まれ、天然理心流近藤周助に剣術を学び、養子になった[5]。幕末・明治維新期に新撰組の局長として活躍した[5]。